# Instytut Kaszubski
Instytut Kaszubski – instytucja naukowa (formalnie i faktycznie stowarzyszenie) o profilu humanistycznym i regionalnym – kaszubsko-pomorskim, i charakterze badawczo-popularyzatorskim, istniejąca od 1996 r. w Gdańsku. Skupia ponad 100 osób ze środowiska naukowego, głównie z Pomorza, organizuje i koordynuje badania, integruje środowisko, promuje zagadnienia pomorskie, prowadzi m.in. działalność wydawniczą i gospodarczą. Jej pierwszym prezesem był prof. Józef Borzyszkowski, obecnie prof. Cezary Obracht-Prondzyński.

## Historia
Myśl powołania kaszubskiego centrum badań naukowych uzyskała realną postać w 1996 r. z inicjatywy prof. Józefa Borzyszkowskiego, który w l. 1990-96 był wicewojewodą gdańskim. Po kilku spotkaniach, na których m.in. ustalono nazwę placówki, 20 listopada 1996 r. w Gdańsku odbyło się zebranie założycielskie Instytutu. Przyjęto na nim statut i sporządzono rejestr najpilniejszych prac badawczych związanych z tematyką kaszubską. 22 stycznia 1997 r. Instytut Kaszubski w Gdańsku zarejestrowano sądownie. Statut zmodyfikowano 19 kwietnia 2004 roku.
Grono założycieli Instytutu liczyło 25 osób, wśród których prawie połowa była zawodowymi historykami, a po 2-3 językoznawcami, ekonomistami i socjologami. Śladowo reprezentowano etnografię, filozofię czy nauki ścisłe. Spośród tego grona uformowano Zarząd, który na swoim pierwszym posiedzeniu 3 marca 1997 r. ukonstytuował się następująco: Józef Borzyszkowski – prezes, Edward Breza – wiceprezes, Edmund Wittbrodt – skarbnik, Cezary Obracht-Prondzyński – sekretarz, oraz Stanisław Pestka, Marian Szczodrowski i Zygmunt Szultka – członkowie. Powstała też trzyosobowa Komisja Rewizyjna. Zarząd spotyka się po kilka razy w roku, a w cyklu trzyletnim dokonuje się wyborów nowych władz. W strukturze Instytutu znajdują się członkowie zwyczajni, honorowi i wspierający. Członkami honorowymi IK zostali 11 kwietnia 2003 r.: Elżbieta Zawacka, Gerard Labuda i Friedhelm Hinze. Instytut posiada też bibliotekę. Jej zalążkiem były: księgozbiór zlikwidowanego Wydawnictwa Morskiego i fragment spuścizny prof. A. Bukowskiego. W l. 2000-02 przy Instytucie funkcjonował fundusz stypendialny dla młodzieży wiejskiej z Kaszub.
Pierwsze publiczne spotkanie pod auspicjami Instytutu odbyło się 19 lutego 1997 r. w Gdańsku. Zaprezentowano założenia i plany oraz dyskutowano nad najnowszymi publikacjami Gdańskiego Towarzystwa Naukowego. 18 marca 1997 r., podczas promocji Kroniki O. Grzegorza w Wejherowie, również promowano ideę Instytutu. Natomiast pierwszą imprezę realizującą cele placówki zorganizowano 14 czerwca 1997 r. w Świeciu i poświęcono żuławskim menonitom. Kolejna sesja – poświęcona Związkowi Polaków w Niemczech – odbyła się 14 lutego 1998 r., od kiedy to ta sfera działalności Instytutu nabiera pewnej regularności. Rokrocznie organizuje on (lub współorganizuje) ok. 5-10 konferencji naukowych, a ich liczba obecnie zbliża się do setki. Wśród poruszanych tematów wyróżniają się: wartość powieści A. Majkowskiego Życie i przygody Remusa, 35-lecie MPiMK-P w Wejherowie, działalność F. Lorentza, losy TOW Gryf Pomorski, życie i twórczość H. Derdowskiego. W listopadzie 1999 r. zorganizowano I Pomorskie Forum Animatorów Kultury w Starbieninie. II odbyło się w 2000 r. Większość konferencji i spotkań jest dokumentowana następnie publikacjami i książkami. Partnerami IK w jego działaniach są m.in. Biblioteka Gdańska PAN, Elbląska Uczelnia Humanistyczno-Ekonomiczna, Gdańskie Towarzystwo Naukowe, Kaszubski Uniwersytet Ludowy, Muzeum Zachodniokaszubskie w Bytowie, Pomorska Akademia Pedagogiczna w Słupsku, Uniwersytet Gdański, Zrzeszenie Kaszubsko-Pomorskie i Muzeum Piśmiennictwa i Muzyki Kaszubsko-Pomorskiej w Wejherowie oraz ośrodki zagraniczne, m.in. z Danii, Litwy, Niemiec i Kanady.
W 1997 r. ukazało się pierwsze wydawnictwo Instytutu Kaszubskiego – O historii Kaszubów. Prawda i świadectwo ks. F. Mantheya, zredagowane przez J. Borzyszkowskiego i wydane w językach polskim, kaszubskim i niemieckim. W 1998 r. wydano już 6 pozycji, w tym wiersze A. Nagla i rozprawę etnograficzną ks. B. Sychty. Działalność wydawniczą szeroko rozwinięto w kolejnych latach, osiągając obecnie liczbę ponad stu pozycji, wydanych częściowo samodzielnie, a częściowo we współpracy z innymi instytucjami. Od 1999 r. ukazuje się własny rocznik Instytutu Kaszubskiego pod nazwą Acta Cassubiana, w 2002 r. będący wspólną publikacją Instytutu i Muzeum Piśmiennictwa i Muzyki Kaszubsko-Pomorskiej w Wejherowie. Ukazało się 10 jego tomów, zawierających rozprawy naukowe i materiały archiwalne dotyczące Pomorza. W 2003 r. wydano broszurę C. Obrachta-Prondzyńskiego Instytut Kaszubski w latach 1996–2003, a w 2006 r. kolejną: Dziesięć lat pracy Instytutu Kaszubskiego (1996-2006), które podsumowywały jego działalność w pierwszych latach istnienia. Bogatym źródłem informacji jest strona internetowa Instytutu – www.instytut kaszubski.pl.
Na bieżącą kadencję 21 kwietnia 2006 r. wybrano następujący zarząd Instytutu:
Józef Borzyszkowski – prezes, Zbigniew Zielonka – wiceprezes, Anna Kwaśniewska – skarbnik, Cezary Obracht-Prondzyński – sekretarz, i Andrzej Romanow, Jarosław Pająkowski, Bolesław Hajduk – członkowie.

## Cele i zadania
Statutowym celem Instytutu Kaszubskiego jest organizowanie prac badawczych i popularyzowanie ich efektów, wzbogacanie i rozwijanie regionalnego ruchu kaszubsko-pomorskiego, integrowanie kaszubsko-pomorskiego środowiska naukowego oraz podejmowanie działań na rzecz jego rozwoju – w nawiązaniu do potrzeb i oczekiwań społeczności kaszubskiej oraz do tradycji badań kaszuboznawczych. Najważniejsze przedsięwzięcia w tym kierunku to według statutu IK: prowadzenie badań, działalności wydawniczej, kursów, szkoleń, konferencji i sesji naukowych, gromadzenie zbiorów, przygotowywanie materiałów szkoleniowych i in. oraz współpraca z innymi organizacjami i instytucjami regionalnymi.
Wstępna lista najpilniejszych prac badawczych, przyjętych jako priorytetowe na początku istnienia Instytutu Kaszubskiego, obejmowała m.in.: opracowanie historii Kaszubów i kaszubskiego ruchu regionalnego, a także historii literatury, piśmiennictwa i języka kaszubskiego, opracowanie serii biografii naukowych głównych postaci ruchu kaszubsko-pomorskiego, wydanie bibliografii kaszubskiej oraz podstawowych dzieł literatury kaszubskiej w opracowaniu krytycznym, a także badania socjologiczne i pewne działania społeczno-polityczne. Udało się zrealizować kilka z tych zamierzeń: ukazały się pierwszy tom Historii Kaszubów w dziejach Pomorza (2006), bibliografia kaszubsko-pomorska (2004), trzy pozycje z cyklu reedycji kaszubskich dzieł literackich (F. Ceynowy w 2006 r. i H. Derdowskiego w 2007 r.) oraz kilka obszernych biografii słynnych Kaszubów, w tym A. Majkowskiego (2002), J. Karnowskiego (1999) i F. Sędzickiego (2003). Powstały także: szkic historii piśmiennictwa i języka kaszubskiego, wydany po polsku i kaszubsku, obszerny zarys 50-letnich dziejów Zrzeszenia Kaszubsko-Pomorskiego (2006), a także kilka monografii miast pomorskich: Wejherowa (1998), Pucka (1996), Redy (2006) i Lęborka (2009), w których członkowie Instytutu mieli znaczący, a nawet dominujący udział. Od 2003 r. ukazuje się seria swoistych portretów wielokrotnych Pro Memoria, przybliżająca sylwetki działaczy pomorskich XX wieku poprzez publikację archiwalnych dokumentów, zdjęć, wspomnień i relacji. Ponad dziesięć wydanych dotychczas tomów serii poświęcono m.in. R. Ostrowskiej (2003), J. Bruskiemu (2004), L. Bądkowskiemu (2004), A. Łajming (2004), ks. B. Sychcie (2007), F. Marszałkowskiemu (2007) i A. Szprędze (2008). Badania socjologiczne zaowocowały licznymi artykułami i publikacjami samodzielnymi, najczęściej o charakterze fragmentarycznym, oraz obszerną pracą C. Obrachta-Prondzyńskiego o ludzie i ruchu kaszubskim z perspektywy historyczno-socjologicznej (2002). Działania polityczno-społeczne Instytutu Kaszubskiego są jak dotychczas nieznaczne.

## Główne publikacje
- J. Borzyszkowski, J. Mordawski, J. Treder, Historia, geografia, język i piśmiennictwo Kaszubów, Gdańsk 1999 (w j. polskim i kaszubskim)
- C. Obracht-Prondzyński, Jan Karnowski (1886-1939). Pisarz, polityk i kaszubsko-pomorski działacz regionalny, Gdańsk 1999
- M. Wannow, Kaszubi. Die Kaschuben, Gdańsk 1999 (w j. polskim i niemieckim)
- C. Obracht-Prondzyński, Pomorski ruch regionalny. Szkic do portretu, Gdańsk 1999
- J. Borzyszkowski (red.), Muzea, a dziedzictwo kulturowe Pomorza, Gdańsk-Wejherowo 2000
- J. Borzyszkowski, D. Albrecht (red.), Pomorze – mała ojczyzna Kaszubów. Historia i współczesność. Kaschubisch-Pommersche Heimat. Geschichte und Gegenwart, Gdańsk-Lubeka 2000 (w j. polskim i niemieckim)
- J. Borzyszkowski (red.), Z dziejów kultury Pomorza XVIII-XX wieku, t. 1, Gdańsk 2000, t. 2, Gdańsk 2004, t. 3, Gdańsk 2006
- C. Obracht-Prondzyński, Kaszubi – między dyskryminacją a regionalną podmiotowością, Gdańsk 2002
- J. Borzyszkowski, Aleksander Majkowski (1876-1936). Biografia historyczna, Gdańsk-Wejherowo 2002
- J. Borzyszkowski (red.), Pro memoria Róża Ostrowska (1926-1975), Gdańsk-Wejherowo 2003
- J. Schodzińska, Franciszek Sędzicki (1882-1957) – działacz narodowy, regionalista i poeta kaszubski, Gdańsk-Wejherowo 2003
- J. Kęcińska, Geografia życia literackiego na Pomorzu Nadwiślańskim 1772-1920. Polski i kaszubski krąg kulturowy, Gdańsk-Słupsk 2003
- J. Borzyszkowski (red.), Pro memoria Lech Bądkowski (1920-1984), Gdańsk 2004
- C. Obracht-Prondzyński, Bibliografia do studiowania spraw kaszubsko-pomorskich, Gdańsk 2004
- J. Borzyszkowski (red.), O życiu i twórczości Hieronima Derdowskiego (1852-1902), Gdańsk-Wejherowo 2004
- J. Borzyszkowski (red.), Pro memoria Tadeusz Bolduan (1930-2005), Gdańsk 2005
- E.-E. Pintus, Moje prawdziwe przeżycia. Meine wahren Erlebnisse, wstęp J. Borzyszkowski, 2005[5]
- J. Borzyszkowski (red.), Bajarz kaszubski. Bajki z „Gryfa” (1908-1912), Wejherowo-Gdańsk 2005
- G. Labuda, Historia Kaszubów w dziejach Pomorza. T. 1 Czasy średniowieczne, Gdańsk 2006
- C. Obracht-Prondzyński, Zjednoczeni w idei. Pięćdziesiąt lat działalności Zrzeszenia Kaszubsko-Pomorskiego (1956-2006), Gdańsk 2006
- C. Obracht-Prondzyński (red.), Kim są Kaszubi? Nowe tendencje w badaniach społecznych, Gdańsk 2007
- C. Obracht-Prondzyńsczi: Kaszëbi dzys: kùltura, jãzëk, tożsamòsc [skaszëbił Eugeniusz Gòłąbk];Gduńsk: Institut Kaszëbsczi, 2007
- Z. Zielonka (red.), Literatura kaszubska w nauce – edukacji – życiu publicznym, Gdańsk 2007
- J. Borzyszkowski (red.), Kaszuby – ziemia – ludzie, Gdańsk 2007
- J. Borzyszkowski (red.), Z zaborskiego matecznika. O Stanisławie Pestce – Janie Zbrzycy, Gdańsk 2008
- J. Borzyszkowski (red.), Pro memoria Wincenty Mazurkiewicz (1938-2004), Gdańsk 2008
- J. Borzyszkowski (red.), Pro memoria Augustyn Szpręga, Gdańsk 2008
- C. Obracht-Prondzyński, Kaszubskich pamiątek skarbnice. O muzeach na Kaszubach – ich dziejach, twórcach i funkcjach społecznych, Gdańsk 2008 (właśc. 2009)

## Krótkie podsumowanie
Mimo niedługiej historii Instytut Kaszubski w Gdańsku zdołał na trwałe wpisać się w naukowy krajobraz Pomorza. Skupił wokół siebie dość duże grono naukowców, głównie humanistów, i wytworzył swój profil badawczy: historyczno-socjologiczny. Zorganizował bogate życie konferencyjne i ożywił środowisko zainteresowane problematyką kaszubsko-pomorską. Opracował sprawny i regularny cykl pracy: konferencja-publikacja-promocja. Opublikował wiele cennych materiałów i wartościowych pozycji książkowych, które powoli stają się główną częścią dorobku Instytutu. Niektóre z nich ogłoszono też w kilku wersjach językowych, głównie po kaszubsku i niemiecku.
Nie udało się natomiast zrealizować głównej idei założycieli IK, czyli konsolidacji całej społeczności naukowej obracającej się w kręgu tematyki Kaszub i Pomorza. Nie został zrealizowany ramowy plan działań, który sformułowano na początku prac placówki. Dużą część dorobku Instytutu stanowią prace przyczynkowe, które dodatkowo są mało znane w środowisku i niekiedy trudno dostępne z różnych przyczyn. Bywają one krytykowane za podejście do tematu, styl wypowiedzi czy choćby barokowe tytuły. Kontrowersje budzą też m.in. sposób zarządzania placówką, jej wewnętrzna struktura czy priorytety publikacyjne. Wiele krytyki wzbudza też marginalizowanie tematyki kaszubskiej i przesuwanie punktu ciężkości zainteresowań naukowych Instytutu Kaszubskiego w kierunku szeroko rozumianej pomorskości.
Instytut Kaszubski nie ustaje jednak w swych działaniach w raz wytyczonym kierunku. W przygotowaniu są dalsze tomy „Historii Kaszubów”, a w najbliższych planach m.in. „Historia Lęborka”.

## Literatura
- C. Obracht-Prondzyński: Dziesięć lat pracy Instytutu Kaszubskiego 1996-2006. Gdańsk: 2006. Brak numerów stron w książce
- Informacje o Instytucie. [dostęp 2009-07-07]. [zarchiwizowane z tego adresu (2009-10-12)].